# Hieronymus Ibeling von Santen
Hieronymus Ibeling von Santen (auch van Santen; * 12. November 1752 in Norden; † 14. März 1836 in Emden) war Jurist und von 1782 bis 1835 Bürgermeister von Emden.

## Herkunft
Die Familie von Santen kam im Rahmen der Religionsverfolgungen in den Niederlanden im 16. Jahrhundert nach Emden und Norden. Ein Hans Pauls von Santen (* 1578; † 11. Dezember 1641) wurde ein reicher Tuchhändler und stieg in das Patriziat der Stadt Emden auf. Aber die Familie verlor das Geld schnell wieder.
So verdiente Friedrich von Santen (~ 27. November 1716) sein Geld als Arzt und Apotheker. Aus seiner Ehe mit Gesine Albina von Rehden (* 25. November 1718) entstammt Hieronymus Ibeling.

## Leben
Hieronymus Ibeling von Santen studierte Jura, wo ist aber unbekannt. Nach seinem Abschluss kehrte er nach Emden zurück, wo sein Onkel Otto Christian von Santen seit 1774 Mitglied des Vierziger Rates war. Er verhalf Hieronymus Ibeling zu einer Anstellung in der Emder Stadtverwaltung, wo er 1775 als Auskulator zum Stadtgericht kam. Da verdiente er dann 252 Reichstaler. Bereits 1777 kam er auch in den Vierziger Rat und im Jahr 1780 wurde er Ratsherr, als Nachfolger des Syndikus A. Adami. Am 1. Januar 1782 wurde er dann zum Bürgermeister gewählt, zu dessen Verantwortung gehörte seiner Zeit auch die Polizeiverwaltung und die Vertretung der Stadt in der Ständeverwaltung der ostfriesischen Landschaft. Sein Gehalt erhöht sich auf 363 Reichstaler.
Auch nach der holländischen Besetzung Ostfriesland war er privatwirtschaftlich aktiv. Im Jahr 1808 wurde er dann Mitbesitzer einer Eisenhütte in Gravenhorst. Außerdem kaufte er einen Bauernhof bei Oldersum für 8000 Taler. Nach der französischen Besetzung 1811 wurde Hieronymus Ibeling weiter als Bürgermeister bestätigt. Aber die Kontinentalsperre vernichtete einen großen Teil seines Vermögens auch die Eisenhütte ging bis 1815 wieder verloren.
Nach den Befreiungskriegen fiel Ostfriesland 1817 an das Königreich Hannover und eine Untersuchungskommission stellte eine ungeordnete Haushaltsführung und mangelnde Kontrolle fest. Dafür wurde der Bürgermeister verantwortlich gemacht und der Drost von Aurich, nahm ihn nun in Regress. Er blieb aber bis September 1834 Bürgermeister, als ihn der Magistrat mit 600 Talern Pension entließ.
Hieronymus Ibeling von Santen starb am 4. März 1836 an Wassersucht in Folge einer Herzinsuffizienz.

## Familie
Santen heiratete im Januar 1777 Maria Elisabeth Benoît (* 16. November 1760; † 12. September 1822), eine Tochter des preußischen Bankrendanten und Kommerzienrats Johann Daniel Benoît (* 9. August 1729) (auch Mitglied des Vierziger Rates). Das Paar hatte sechs Kinder, darunter:
- Friedrich Otto Christian (* 23. Januar 1781; † 15. Juni 1848), Justizrat in Emden, Gutsbesitzer von Landegge[5] ⚭ Anna Meyer (* 1794; † 1867)
- Gesina Carolina (* 2. Dezember 1785; † 15. Februar 1864)[6] ⚭ Conrad Hermann Metger (* 13. April 1779; † 20. Juli 1852), Ratsherr, Sohn des Vierzigers Florens Hermann Metger
- Johann Daniel Benoit (* 22. Januar 1783; † 30. Oktober 1856), Kaufmann, Besitzer von Gut Halte bei Weener ⚭ 1806 Elbring Boelmann (* 1789; † 10. April 1869)
- Elisabeth Maria Dorothea (* 1790; † 1843)